# Monumento La Espiga
El Monumento La Espiga es una enorme escultura de hormigón que está ubicada en Acarigua estado Portuguesa, Venezuela. Con una altura de 40,88 metros (134,1 pies), fue la segunda estatua de mayor elevación en el país seguido del Monumento a la Virgen de la Paz en Trujillo. Persiste como una de las estructuras más elevadas de Venezuela.

## Historia
La edificación del monumento la Espiga surgió como idea del entonces presidente de Venezuela Luis Herrera Campíns, originario de la ciudad de Acarigua. Campíns contrató al arquitecto Gustavo Legórburu para la estructura ubicada en una redoma donde convergen la avenida de Las Lágrimas y la carretera nacional hacia Guanare, capital del estado Portuguesa.

## Características
El monumento La Espiga es una columna paraboloide e hiperbólico, recta y conformada por líneas rectas en el frente y el dorse. La estructura va contorneándose a medida que se eleva. La base es un rectángulo cuyas proporciones permanecen idénticas en todo su contorno vertical. A distancia es un monolito paralelepípedo y rectangular que, circunda a medida que se eleva. En su cúspide cuenta con una hendidura para señalar la división de los dos municipios en que se divide la ciudad Acarigua y Araure. La ranura mide 10 metros (32,8 pies) de altura, mientras que el monolito tiene una altura total de 40,88 metros (134,1 pies). Desde su base, hace un giro de 90 grados hasta su cúsipde.